# Горгачи
Горгачи (чечен. Гоьргача) — село в Шатойском районе Чеченской Республики. Входит в Вашендаройское сельское поселение.

## География
Село расположено на левом берегу реки Аргун, к юго-западу от районного центра Шатой.
Ближайшие населенные пункты: на севере — село Вашиндарой, на юге — село Нихалой, на северо-востоке — село Гуш-Корт, на западе — село Рядухой, на юго-западе — село Борзой.

## История
Основано выходцами из тайпа Вашандарой в начале XVIII века.

## Население
| 1990 | 2002 | 2010 |
| ---- | ---- | ---- |
| 115  | ↗169 | ↘142 |